# Neostrengeria niceforoi
Neostrengeria niceforoi is een krabbensoort uit de familie van de Pseudothelphusidae. De wetenschappelijke naam van de soort is voor het eerst geldig gepubliceerd in 1969 door Schmitt.